# نيكولاوس يوزف فون ياكوين
نيكولاوس يوزف فون ياكوين (1727-1817) (بالهولندية: Nikolaus Joseph von Jacquin) هو عالم نبات هولندي.